# Cycas annaikalensis
Cycas annaikalensis es una especie de cícada del género Cycas, de la familia Cycadaceae, del orden Cycadales.

## Distribución
Cycas annaikalensis se distribuye por India. Crece principalmente en el bioma tropical estacionalmente seco.

## Taxonomía
Fue descrita científicamente por Rita Singh & P.Radha. Fue publicado por primera vez en Brittonia 58: 119 (2006).